# Botanophila pentachaeta
Botanophila pentachaeta este o specie de muște din genul Botanophila, familia Anthomyiidae, descrisă de Fan în anul 1993.
Este endemică în Sichuan. Conform Catalogue of Life specia Botanophila pentachaeta nu are subspecii cunoscute.